# Mycalesis analis
Mycalesis analis är en fjärilsart som beskrevs av Aurivillius 1895. Mycalesis analis ingår i släktet Mycalesis och familjen praktfjärilar. Inga underarter finns listade i Catalogue of Life.